# Frederikshavn
Frederikshavn é um município da Dinamarca, localizado na região norte, no condado de Nordjutlândia.
O município tem uma área de 180 km² e uma população de 62 007 habitantes, segundo o censo de 2003.

## Cidades-irmãs
Frederikshavn possui as seguintes cidades-irmãs:
- Bremerhaven, Alemanha;
- Paamiut, Gronelândia;
- Borlänge, Suécia;
- Larvik, Noruega;
- North Tyneside, Reino Unido;
- Riga, Letônia;
- Rovaniemi, Finlândia;
- Vestmannaeyjar, Islândia.